# فرماندهی آماد و پشتیبانی منطقه ۳ نزاجا
فرماندهی آماد و پشتیبانی منطقه ۳ نزاجا (پادگان شهید یداللهی) یگانی است که لجستیک نظامی همه یگان‌های نیروی زمینی ارتش ایران را در استان‌های مرکزی کشور به عهده دارد. هم اکنون سرهنگ آماد محمد جمالی فرماندهی این پادگان را بر عهده دارد تأمین مواد غذایی و وسایل شخصی (شامل پوشاک، وسایل بهداشتی)، کلیه ساز و برگ نظامی انفرادی و آماده‌سازی و پشتیبانی تجهیزات مهندسی رزمی و تعمیر و تجهیز خودروهای نظامی، پشتیبانی جنگ‌افزار و مهمات در منطقه سوم آمادی نیروی زمینی ارتش وظیفه این فرماندهی است.
ستاد فرماندهی این یگان در پادگان شهید مدافع حرم مجتبی یداللهی در شهرستان شهریار (ابتدای بزرگراه فتح کیلومتر ۱۲ سه راهی شهریار ابتدای جاده سعید آباد) قرار دارد.